# Хенераль-Франсиско-Мургия (муниципалитет)
Хенераль-Франсиско-Мургия (исп. General Francisco R. Murguía) — населённый пункт и муниципалитет в Мексике, входит в штат Сакатекас. Население 23 112 человек.